# Rich Franklin
Rich Jay Franklin (ur. 5 października 1974 w Cincinnati) − amerykański zawodnik mieszanych sztuk walki (MMA) w latach 1999-2012. Były mistrz UFC w wadze średniej (2005-2006) oraz dwukrotny trener w programie The Ultimate Fighter. Od 2014 wiceprezydent singapurskiej organizacji promującej MMA ONE Championship.

## Mieszane sztuki walki
Zawodową karierę MMA rozpoczął w 1999 roku. W UFC zadebiutował w 2003 roku na gali UFC 42 - Sudden Impact. Jego przeciwnikiem był Evan Tanner. Franklin wygrał przez techniczny nokaut w pierwszej rundzie.
W 2005, został głównym trenerem w drugim sezonie reality show The Ultimate Fighter, a jeszcze w tym samym roku, 4 czerwca stanął do pojedynku o mistrzostwo UFC w wadze średniej (do 84 kg), w rewanżu z Evanem Tannerem, którego ostatecznie pokonał w 4. rundzie pojedynku przez TKO (przerwanie przez lekarza wskutek otrzymanych obrażeń) i zdobył mistrzowski pas wagi średniej. Obronił go dwukrotnie, najpierw pokonując Nathana Quarrego przez nokaut na UFC 56, a następnie Davida Loiseau przez decyzję sędziowską na UFC 58 po czym stracił go 14 października 2006 na rzecz Brazylijczyka Andersona Silvy.

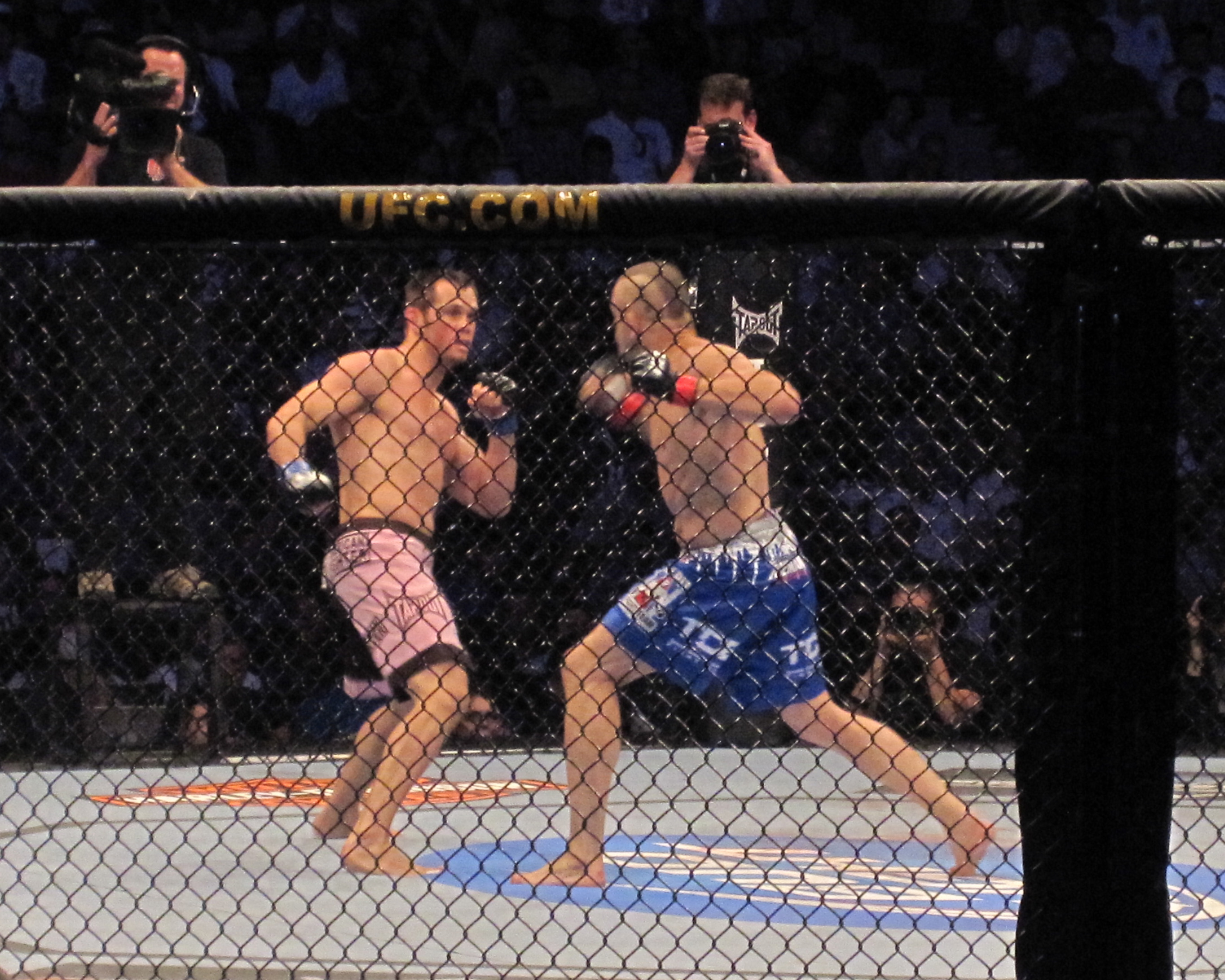
Franklin kontra Chuck Liddell (UFC 115)

12 czerwca 2010 roku na UFC 115 znokautował na 5 sekund przed końcem 1. rundy Chucka Liddella w pojedynku trenerów w finale 11. sezonu The Ultimate Fighter. 23 czerwca 2012 roku stoczył rewanżowy pojedynek z Brazylijczykiem Wanderleiem Silvą (pierwszy ich pojedynek na UFC 99 wygrał Franklin). Po raz kolejny zwyciężył Franklin na punkty po 5. rundach.
10 listopada 2012 (UFC on Fuel TV 6) na pierwszej organizowanej gali w Chinach, a dokładniej w Makau został nieoczekiwanie ciężko znokautowany przez byłego mistrza Strikeforce kickboksera Cunga Le już na początku 1. rundy. Po tej porażce postanowił zawiesić karierę zawodniczą.
W kwietniu 2014 został mianowany wiceprezydentem czołowej na rynku azjatyckim organizacji MMA ONE Championship.
28 września 2015 w wieku 40 lat postanowił oficjalnie zakończyć karierę zawodnika MMA.

## Poza sportem
Franklin poza sportem próbował aktorstwa. Otrzymał jedną z głównych ról w filmie Cyberżołnierz (Cyborg Soldier) z 2008 roku. W 2003, założył firmę odzieżową American Fighter.

## Życie prywatne
Z wykształcenia jest matematykiem. Zanim zaczął karierę w MMA był nauczycielem w Oak Hills High School w Cincinnati. Ma żonę o imieniu Beth, która pracuje jako nauczycielka języka angielskiego w Reading High School.